# Felix Boesler
Felix Boesler (* 21. März 1901 in Leipzig; † 5. September 1976) war ein deutscher Wirtschaftswissenschaftler. Als nationalsozialistischer Experte für die Verbindung von Bevölkerungs- und Finanzpolitik beriet er ab 1940 Heinrich Himmler in dessen Eigenschaft als Reichskommissar für die Festigung deutschen Volkstums in allen finanzpolitischen Fragen des Generalplan Ost.

## Leben
Boesler studierte Rechts- und Staatswissenschaft an der Universität Leipzig und promovierte dort 1925 in Finanzwissenschaften. Thema seiner Dissertation war die Vermögensteuer in Deutschland. 1931 habilitierte er sich in Leipzig mit der Schrift Sozialetat und soziale Belastung, in der er die „toten Kosten“ der Sozialfürsorge berechnete, insbesondere der Fürsorge für als „erbbiologisch minderwertig“ bezeichnete Menschen. In demselben Jahr wurde sein Sohn Klaus-Achim Boesler, später Professor für politische Geographie in Bonn, geboren. Von 1939 bis 1945 lehrte Felix Boesler als Professor an der Universität Jena, wo er den Lehrstuhl für Volkswirtschaft und Finanzwissenschaft vertrat. Er war Direktor des Instituts für Geschichte und Praxis des Finanzrechts und gehörte dem Führungsrat des Reichsverbandes Deutscher Finanzakademien an.
Zum Beginn des Wintersemesters 1945 wurden die letzten noch an der Universität verbliebenen Professoren, die bereits vor April 1933 Mitglied der NSDAP waren oder sich „aktiv für die NSDAP eingesetzt“ hatten, aus dem Lehrkörper entfernt. Dazu zählte auch Boesler, dessen Entlassungsgrund der aktive Einsatz für die NSDAP war.
Nach Ende des Zweiten Weltkriegs lebte Boesler bis 1957 in der Sowjetischen Besatzungszone (SBZ) bzw. in der DDR. Er war Mitglied der Ost-Berliner Deutschen Bauakademie und verfasste regionalplanerische Gutachten für den Wiederaufbau von Städten in der DDR. 1954 war er Mitautor eines Werkes über den „Wohnkomplex als Planungselement im Städtebau“, einem städteplanerischen Konzept des Wiederaufbaus in der DDR mit semi-autarken Wohnquartieren aus normierten Bautypen. Von Boesler stammten u. a. die Richtzahlen für die Versorgungseinrichtungen, die er vermutlich aus seinen Planungsarbeiten für die Annexion und Besiedlung des Warthegaus wiederverwendete.
In der SBZ waren seine Bücher Deutsche Finanzpolitik (Junker und Dünnhaupt, Berlin 1935) und Grundriß der Finanzwissenschaft (mit Karl Theodor Eheberg; Deichert, Leipzig 1939) auf die Liste der auszusondernden Literatur gesetzt worden.
1957 verließ er die DDR in Richtung Bundesrepublik, und betrieb dort weiter Infrastrukturplanung, zunächst für die Stadt Mainz. Dabei arbeitete er mit ehemaligen Kollegen aus dem Reichskommissariat für die Festigung deutschen Volkstums (RKF) zusammen. Er wurde als ordentlicher Professor an die Technische Universität Stuttgart berufen und gründete dort das Institut für Strukturforschung.

## Schriften
- Ertragswert und gemeiner Wert in der deutschen Vermögensbesteuerung. Akademische Verlagsgesellschaft, Leipzig 1925
- Sozialetat und soziale Belastung. Parey, Berlin 1931.
- mit Kurt Leibbrand und Ernst May: Das neue Mainz. Mainz 1961